# Schizophthirus gliris
Schizophthirus gliris är en insektsart som beskrevs av Blagoveshtchensky 1965. Schizophthirus gliris ingår i släktet Schizophthirus och familjen gnagarlöss. Inga underarter finns listade i Catalogue of Life.